# Estrangeiro
Estrangeiro è un album in studio del cantautore brasiliano Caetano Veloso, pubblicato nel 1989.

## Tracce
1. O Estrangeiro
2. Rai das Cores
3. Branquinha
4. Os Outros Românticos
5. Jasper
6. Este Amor
7. Outro Retrato
8. Etc.
9. Meia-Lua Inteira
10. Genipapo Absoluto

## Formazione
- Caetano Veloso - voce, chitarra acustica (tracce 3, 8, 10)
- Peter Scherer - tastiera (1–7, 9)
- Arto Lindsay - chitarra (1, 3–5, 9), voce (4)
- Bill Frisell - chitarra (1, 6)
- Marc Ribot - chitarra (1, 7)
- Toni Costa - chitarra (2, 9), chitarra acustica (10)
- Tavinho Fialho - basso (2, 9)
- Tony Lewis - batteria (1)
- Cesinha - batteria (2, 9)
- Naná Vasconcelos - percussioni (1, 5–8)
- Carlinhos Brown - percussioni (2, 4, 9)